# III53
De III53 was een torpedo van Britse makelij die werd geproduceerd in Fiume. De III53 heeft dienstgedaan van 1928 tot 1946 in zowel onderzeeboten als oppervlakteschepen.
De Nederlandse Marine heeft in totaal 60 van dit soort torpedo's gekocht voor zowel haar onderzeebooten als oppervlakteschepen.
Tijdens de Tweede Wereldoorlog moesten de Nederlandse schepen op ander soort torpedo vaak de Mark II torpedo overstappen omdat de voorraad III53 veel te klein was.

## Technische kenmerken
- Diameter: 21 inch
- Massa: 1534 kilogram
- Explosief: 300 kilogram TNT
- Bereik: 4000 meter bij 41 knopen en 10.000 meter bij 28 knopen

## Scheepsklassen die de III53torpedo gebruikten
- O 12-klasse